# Грязнуша
Грязнуша — река в России, протекает в Тамбовской области. Левый приток Матыры.

## География
Река Грязнуша берёт начало у посёлка Степной. Течёт на север. По берегам реки расположено несколько деревень. Устье реки находится у села Большая Знаменка в 131 км по левому берегу реки Матыра. Длина реки составляет 21 км, площадь водосборного бассейна 136 км².

## Данные водного реестра
По данным государственного водного реестра России относится к Донскому бассейновому округу, водохозяйственный участок реки — Матыра, речной подбассейн реки — бассейны притоков Дона до впадения Хопра. Речной бассейн реки — Дон (российская часть бассейна).
Код объекта в государственном водном реестре — 05010100412107000002826.